# Suk Hyun-jun
Suk Hyun-Jun, mais conhecido por Suk, (Chungju, Coreia do Sul, 29 de Junho de 1991) é um futebolista sul-coreano que joga habitualmente avançado. Atualmente defende o Troyes.

## Carreira
Foi contratado em Janeiro 2013 pelo Marítimo, tendo assinado um contrato válido até 2016. Em Julho de 2013 foi transferido para o Al-Ahli. Em Janeiro 2016 assinou pelo FC Porto posteriormente dispensado o que o levaria a ser emprestado ao Trabzonspor da Turquia

### Rio 2016
Ele fez parte do elenco da Seleção Sul-Coreana de Futebol nas Olimpíadas de 2016.